# Операция «Дамбо»
«Операция „Дамбо“» (англ. Operation Dumbo Drop) — кинофильм. Фильм известен также под названием «Операция „Слон“».

## Сюжет
В ходе вьетнамской войны главные герои — капитаны армии США Сэм Кэхилл (Дэнни Гловер) и Т. С. Дойл (Рэй Лиотта) получили задание. От них требуется доставить индийского слона в удалённый и практически изолированный населённый пункт в обстановке строгой секретности.

## В ролях
- Дэнни Гловер — капитан Сэм Кэхилл
- Рэй Лиотта — капитан Т. С. Дойл
- Денис Лири — лейтенант Дэвид Пул
- Даг Э. Даг — специалист 4 Харви Эшфорд
- Корин Немек — специалист 5 Лоуренс Фарли
- Дин Зин Ле — Линь
- Джеймс Хонг — И Б'хам
- Чеки Карио — Годдард
- Хоанг Ли — бригадный Нгуен
- Во Хунг Ан — капитан Куанг
- Маршалл Белл — полковник Педерсон
- Тим Келлехер — майор Моррис
- Рэймонд Крус — старший сержант Адамс
- Тай — Бо Тат

## Обзоры, критика
- Hinson, Hal. Operation Dumbo Drop (PG) (англ.). The Washington Post (28 июля 1995). Дата обращения: 18 августа 2010. Архивировано 5 февраля 2012 года.
- Hicks, Chris. Operation Dumbo Drop (англ.). Deseret News (2 августа 1995). Дата обращения: 18 августа 2010. Архивировано 5 февраля 2012 года.